# Walter Pérez (Leichtathlet)
Walter Pérez, vollständiger Name Walter Pérez Soto, (* 1. November 1924 in Montevideo; † 30. Dezember 2009 in Lima) war ein uruguayischer Leichtathlet.

## Karriere
Der 1,73 m große Pérez war in den Laufwettbewerben auf den Sprintstrecken aktiv und stellte mehrere Uruguayische Rekorde auf. Bei den Südamerikameisterschaften 1943 in Santiago und 1945 in Montevideo gewann er jeweils Silber auf der 100-Meter-Strecke. Bei den Südamerikameisterschaften 1947 war er Läufer der 4-mal-100-Meter-Staffel, die Silber holte. Er gehörte dem uruguayischen Aufgebot bei den Olympischen Spielen 1948 in London an. Über 100 Meter, 200 Meter und mit der 4-mal-100-Meter-Staffel schied er jeweils in den Vorläufen aus. Darüber hinaus siegte er 1950 bei den inoffiziellen Südamerikameisterschaften sowohl auf der 100-Meter- als auch auf der 200-Meter-Strecke.
Nach der aktiven Karriere wirkte er bei den Panamerikanischen Spielen 1979 in San Juan und bei den Olympischen Spielen 1984 in Los Angeles als Chef de Mission der uruguayischen Delegation.

## Erfolge
- 2. Platz Südamerikameisterschaften: 1943, 1945 - 100 Meter

## Persönliche Bestleistungen
- 100 Meter: 10,4 Sekunden, 1943
- 200 Meter: 21,5 Sekunden, 1944[1]